# Kouzlo Belle Isle
Kouzlo Belle Isle (v anglickém originále The Magic of Belle Isle) je americký romantický film z roku 2012. Režisérem filmu je Rob Reiner. Hlavní role ve filmu ztvárnili Morgan Freeman, Virginia Madsen, Emma Fuhrmann, Madeline Carroll a Nicolette Pierini.

## Obsazení
| Morgan Freeman    | Monte Wildhorn   |
| Virginia Madsen   | Charlotte O´Neil |
| Emma Fuhrmann     | Finnegan O´Neil  |
| Madeline Carroll  | Willow O´Neil    |
| Nicolette Pierini | Flora O´Neil     |
| Kenan Thompson    | Henry            |
| Kevin Pollak      | Joe Viola        |
| Fred Willard      | Al Kaiser        |